# Подовинное сельское поселение
Подови́нное се́льское поселе́ние — муниципальное образование в Октябрьском районе Челябинской области Российской Федерации. В рамках административно-территориального устройства муниципальное образование  соответствует административно-территориальной единице Подовинный сельсовет.
Административный центр — село Подовинное.

## История
Статус и границы сельского поселения установлены Законом Челябинской области от 15 сентября 2004 года № 269-ЗО «О статусе и границах Октябрьского муниципального района и сельских поселений в его составе»

## Население
| 2002  | 2010  | 2011  | 2012  | 2013  | 2014  | 2015  |
| ----- | ----- | ----- | ----- | ----- | ----- | ----- |
| 2877  | ↘2184 | ↘2180 | ↘2152 | →2152 | ↘2131 | ↘2076 |
| 2016  | 2017  | 2018  | 2019  | 2020  | 2021  |       |
| ↗2107 | ↗2118 | ↗2134 | ↘2103 | ↗2132 | ↗2234 |       |

## Состав сельского поселения
| № | Населённый пункт | Тип населённого пункта       | Население |
| - | ---------------- | ---------------------------- | --------- |
| 1 | Подовинное       | село, административный центр | ↘1369     |
| 2 | Сосновенькое     | деревня                      | ↘208      |
| 3 | Спорное          | деревня                      | ↘110      |
| 4 | Теренкуль        | деревня                      | ↘260      |
| 5 | Харлуши          | деревня                      | ↘237      |